# Голк
Голк (нід. Holk) — селище в нідерландській провінції Гелдерланд. Входить до муніципалітету Нейкерк.